# Вітрильний спорт на літніх Олімпійських іграх 1900
Змагання з вітрильного спорту на літніх Олімпійських іграх 1900 у Парижі тривали з 20 до 27 травня на річці Сені поблизу Мелана і з 1 до 5 липня в Атлантичному океані поблизу узбережжя Гавра. Розігрувалося 13 комплектів нагород у відкритих дисциплінах, тобто жінки могли змагатися нарівні з чоловіками.

## Країни
| Франція (FRA)   | Німеччина (GER) | Велика Британія (GBR) | Нідерланди (NED) |
| Швейцарія (SUI) | США (USA)       | Змішана команда (ZZX) |                  |

## Медальний залік
| Дисципліна               | Золото                                                                                | Срібло                                                                        | Бронза                                                                        |
| ------------------------ | ------------------------------------------------------------------------------------- | ----------------------------------------------------------------------------- | ----------------------------------------------------------------------------- |
| Відкритий клас           | Велика Британія (GBR) Лорн Каррі Джон Ґреттон Лінтон Хоуп Елджернон Модслі            | Німеччина (GER) Пауль Візнер Ґеорґ Науе Гайнріх Петерс Оттокар Вайзе          | Франція (FRA) Еміль Мішле                                                     |
| до 0,5 тонни 1-й заплив  | Франція (FRA) П'єр Жерве                                                              | Франція (FRA) Франсуа Тексьє Огюст Тексьє Жан-Батист Шарко Роберт Лінзельє    | Франція (FRA) Анрі Монно Леон Телльє Гастон Колльє                            |
| до 0,5 тонни 2-й заплив  | Франція (FRA) Еміль Сакре                                                             | Франція (FRA) Франсуа Тексьє Огюст Тексьє Жан-Батист Шарко Роберт Лінзельє    | Франція (FRA) П'єр Жерве                                                      |
| 0,5—1,0 тонна 1-й заплив | Велика Британія (GBR) Лорн Каррі Джон Ґреттон Лінтон Хоуп Елджернон Модслі            | Франція (FRA) Жуль Вальтон Фелікс Маркотт Вільям Мартен Жак Бодр'є Жан Ле Бре | Франція (FRA) Еміль Мішле Марсель Меран                                       |
| 0,5—1,0 тонна 2-й заплив | Франція (FRA) Луї Огюст-Дормель                                                       | Франція (FRA) Еміль Мішле Марсель Меран                                       | Франція (FRA) Жуль Вальтон Фелікс Маркотт Вільям Мартен Жак Бодр'є Жан Ле Бре |
| 1—2 тонни 1-й заплив     | Швейцарія (SUI) Ерман де Пуртале Елен де Пуртале Бернар де Пуртале                    | Франція (FRA) Франсуа Віламітьяна Огюст Альбер Альбер Дюваль Шарль Юго        | Франція (FRA) Жак Бодр'є Люсьєн Бодр'є Дюбоск Едуар Мантуа                    |
| 1—2 тонни 2-й заплив     | Німеччина (GER) Пауль Візнер Ґеорґ Науе Гайнріх Петерс Оттокар Вайзе                  | Швейцарія (SUI) Ерман де Пуртале Елен де Пуртале Бернар де Пуртале            | Франція (FRA) Франсуа Віламітьяна Огюст Альбер Альбер Дюваль Шарль Юго        |
| 2—3 тонни 1-й заплив     | Змішана команда (ZZX) Вільям Іксшоу (GBR) Фредерік Бланші (FRA) Жак Ле Лавассьє (FRA) | Франція (FRA) Леон Сюссе Жак Дусе Огюст Годіне Анрі Міяларе                   | Франція (FRA) Фердінан Шлаттер де Коттіньйон Еміль Жан-Фонтен                 |
| 2—3 тонни 2-й заплив     | Змішана команда (ZZX) Вільям Іксшоу (GBR) Фредерік Бланші (FRA) Жак Ле Лавассьє (FRA) | Франція (FRA) Леон Сюссе Жак Дусе Огюст Годіне Анрі Міяларе                   | Франція (FRA) Огюст Донні                                                     |
| 3—10 тонн 1-й заплив     | Франція (FRA) Анрі Жилардоні                                                          | Нідерланди (NED) Генрі Смулдерс Кріс Гоейкас Арі ван дер Велден               | Франція (FRA) Моріс Гуффле А. Дюбуа Ж. Дюбуа Робер Гуффле Шарль Гюре          |
| 3—10 тонн 2-й заплив     | Велика Британія (GBR) Говард Тейлор Едвард Гор Гаррі Джефферсон                       | Франція (FRA) Моріс Гуффле А. Дюбуа Ж. Дюбуа Робер Гуффле Шарль Гюре          | США (USA) Г. Мак-Герні (USA)                                                  |
| 10—20 тонн               | Франція (FRA) Еміль Біяр Поль Перк                                                    | Франція (FRA) Жан Деказе                                                      | Велика Британія (GBR) Едвард Гор                                              |
| Понад 20 тонн            | Велика Британія (GBR) Сесіл Квентін                                                   | Велика Британія (GBR) Селвін Калверлі                                         | США (USA) Гаррі Ван Берґен                                                    |

1. 1 2 3 4 5  У цьому класі МОК визнає два запливи, тож спортсмени ретроспективно одержали по дві золоті, срібні та бронзові нагороди[2].
2. ↑  Джона Говарда Тейлора (GBR) часом згадують як члена команди, однак відомо, що він лише спроєктував корабель Фрімусс, але не плив на ньому.[3]

## Таблиця медалей
| Місце               | Країна                | Золото | Срібло | Бронза | Загалом |
| ------------------- | --------------------- | ------ | ------ | ------ | ------- |
| 1                   | Франція (FRA)         | 5      | 9      | 10     | 24      |
| 2                   | Велика Британія (GBR) | 4      | 1      | 1      | 6       |
| 3                   | Змішана команда (ZZX) | 2      | 0      | 0      | 2       |
| 4                   | Німеччина (GER)       | 1      | 1      | 0      | 2       |
| 4                   | Швейцарія (SUI)       | 1      | 1      | 0      | 2       |
| 6                   | Нідерланди (NED)      | 0      | 1      | 0      | 1       |
| 7                   | США (USA)             | 0      | 0      | 2      | 2       |
| Загалом (7 збірних) | Загалом (7 збірних)   | 13     | 13     | 13     | 39      |